# NGC 6988
NGC 6988 is een spiraalvormig sterrenstelsel in het sterrenbeeld Dolfijn. Het hemelobject werd op 15 augustus 1863 ontdekt door de Duitse astronoom Albert Marth.

## Synoniemen
- ZWG 425.20
- NPM1G +10.0499
- PGC 65732